# Cimitero centrale di Montevideo

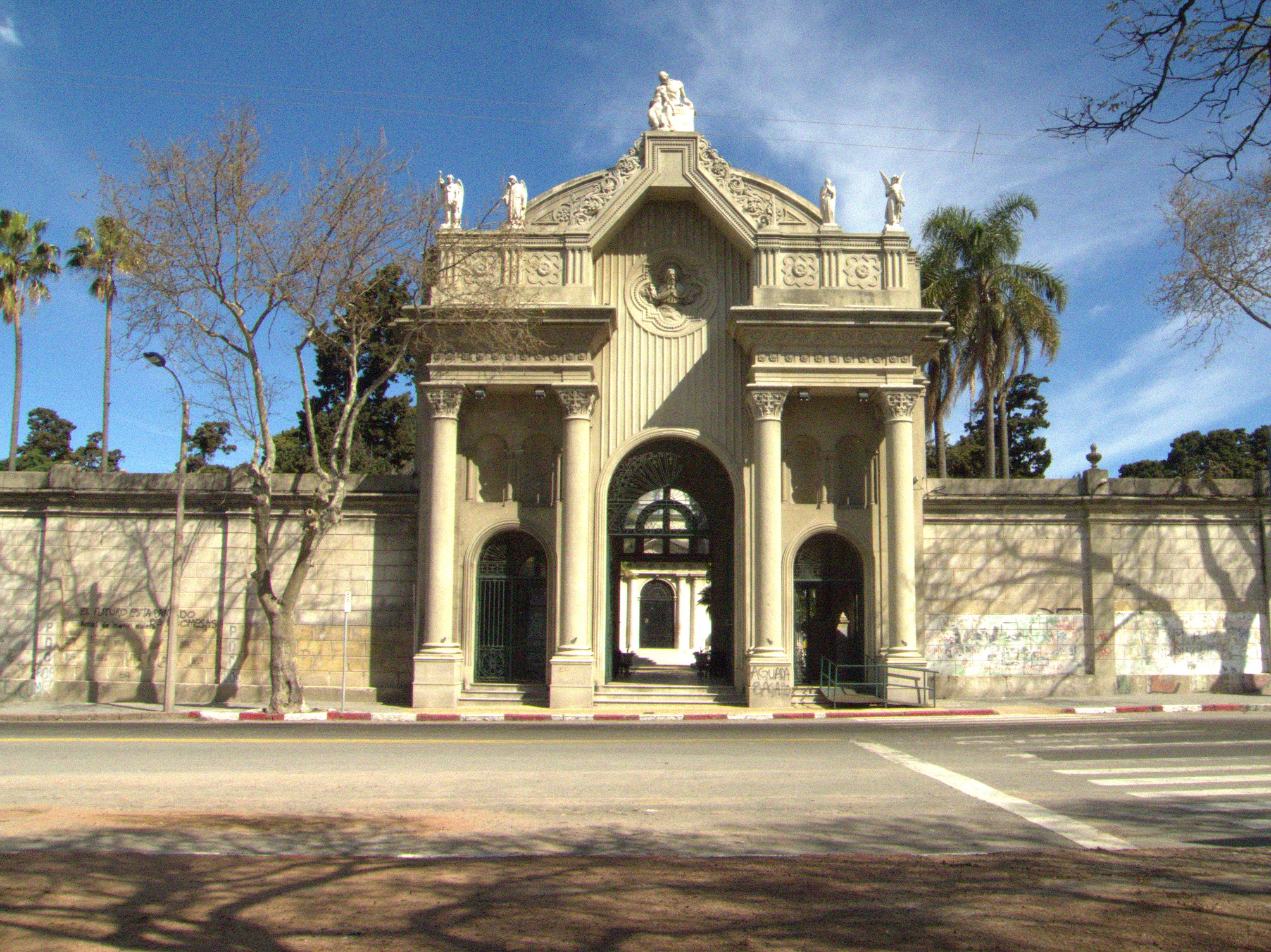
Porta principale di entrata

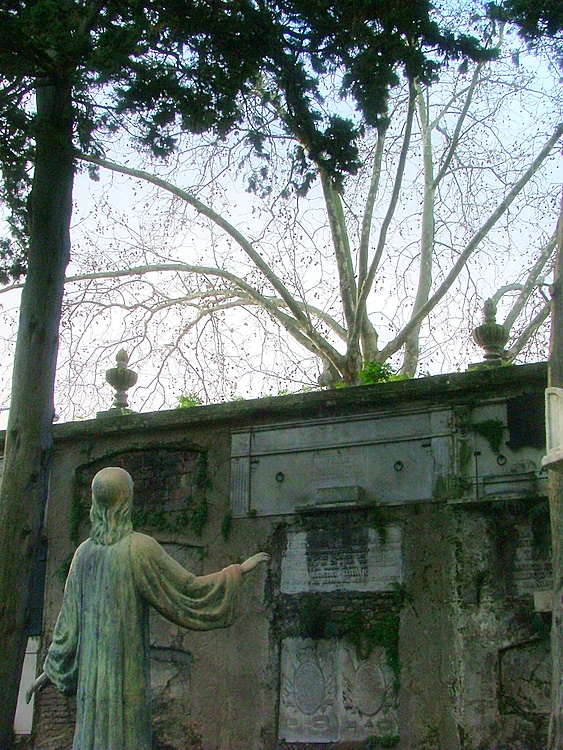
Interno del cimitero

Il cimitero centrale di Montevideo (in spagnolo: Cementerio Central) è uno dei principali luoghi di sepoltura della capitale uruguaiana e tra più importanti del paese sudamericano. Si trova nel quartiere di Barrio Sur, a sud-est della città vecchia, a breve distanza dalla Rambla di Montevideo e dalle sponde del Río de la Plata.

## Storia
Fu progettato dall'italiano Carlo Zucchi nel 1835 su incarico del presidente Manuel Oribe. La rotonda, realizzata dopo la guerra civile uruguaiana, è dello svizzero Bernardo Poncini.
Il cimitero era originariamente situato in una zona remota della città a causa del rischio di epidemia. Tuttavia, con la rapida crescita della città nel corso del ventesimo secolo, il cimitero centrale è stato nell'area urbana.
Questa necropoli ha acquisito notorietà dopo il 1858. Fu uno dei primi cimiteri del paese in un momento in cui le sepolture nelle chiese erano ancora frequenti. Comprende anche opere di scultori come José Belloni e Juan Zorrilla de San Martín.

## Personaggi illustri
Nel Pantheon Nazionale (e nelle altre due aree) vi sono i resti della più importante organizzazione uruguaiana e internazionale. Alcuni personaggi che sono sepolti qui sono:
- Eduardo Acevedo
- Delmira Agustini
- Luis Batlle Berres
- José Batlle y Ordóñez
- Juan Manuel Blanes
- François Ducasse, padre del Conte di Lautréamont (Isidore Ducasse)[4] ;
- Francisco Soca
- Luis Alberto de Herrera
- Raúl Montero Bustamante
- Benito Nardone
- Pereira-Rossell[5]
- José Enrique Rodó
- Juan Spikerman
- Juan Zorrilla de San Martín
- Mirta Mouliá (1924-2015), filantropo.

## Galleria d'immagini

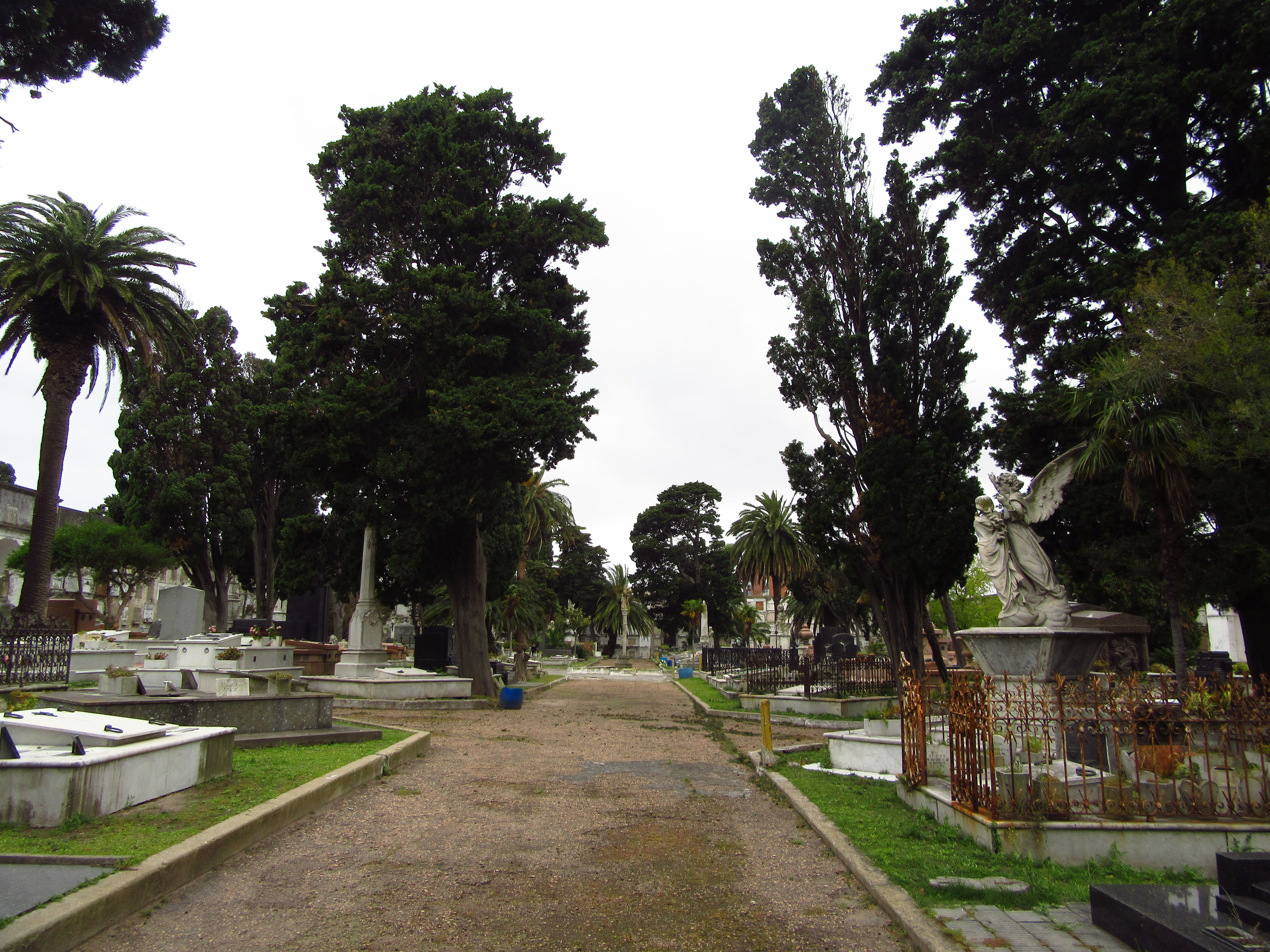
Interno del cimitero
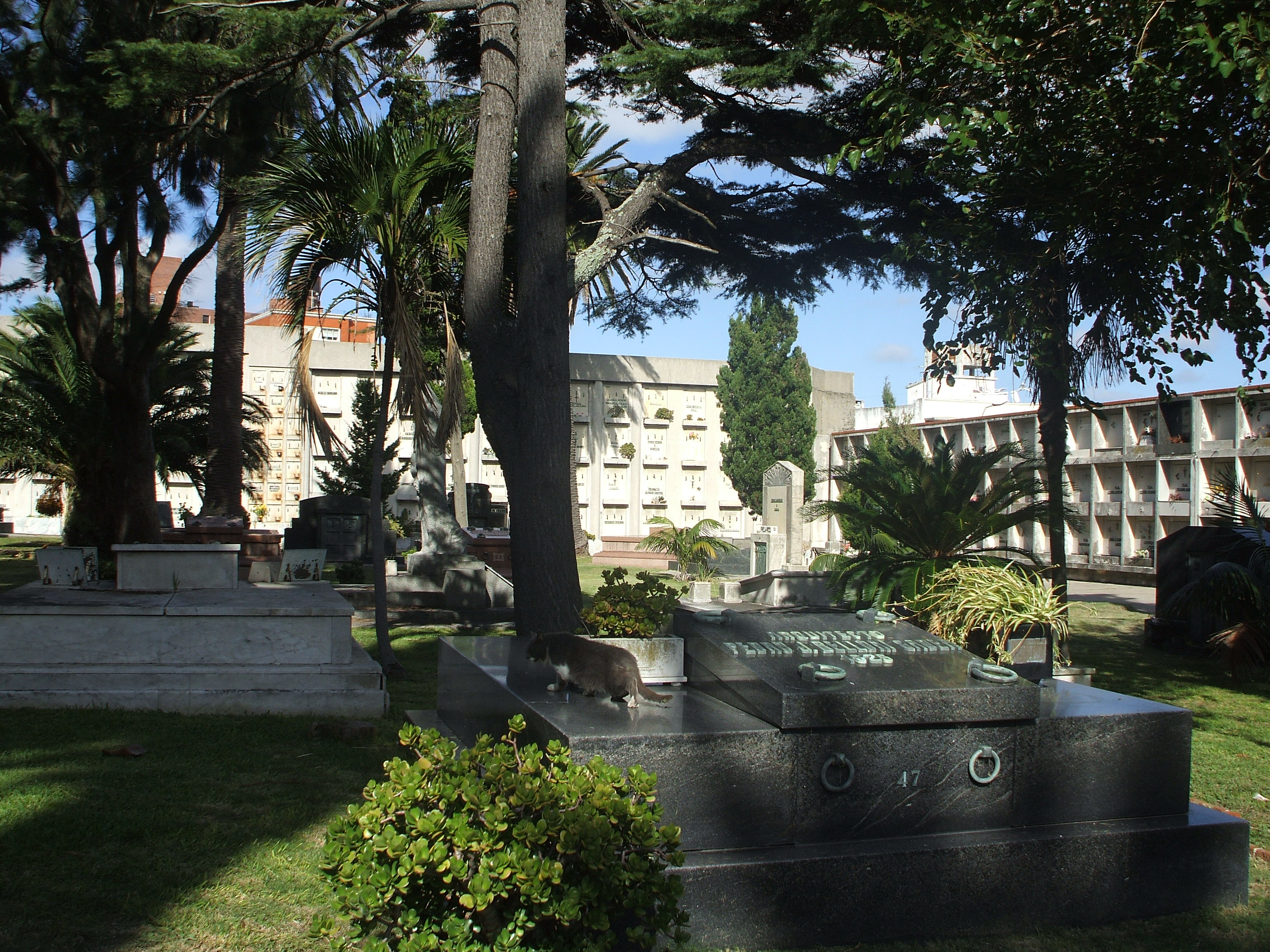
Alcune tombe
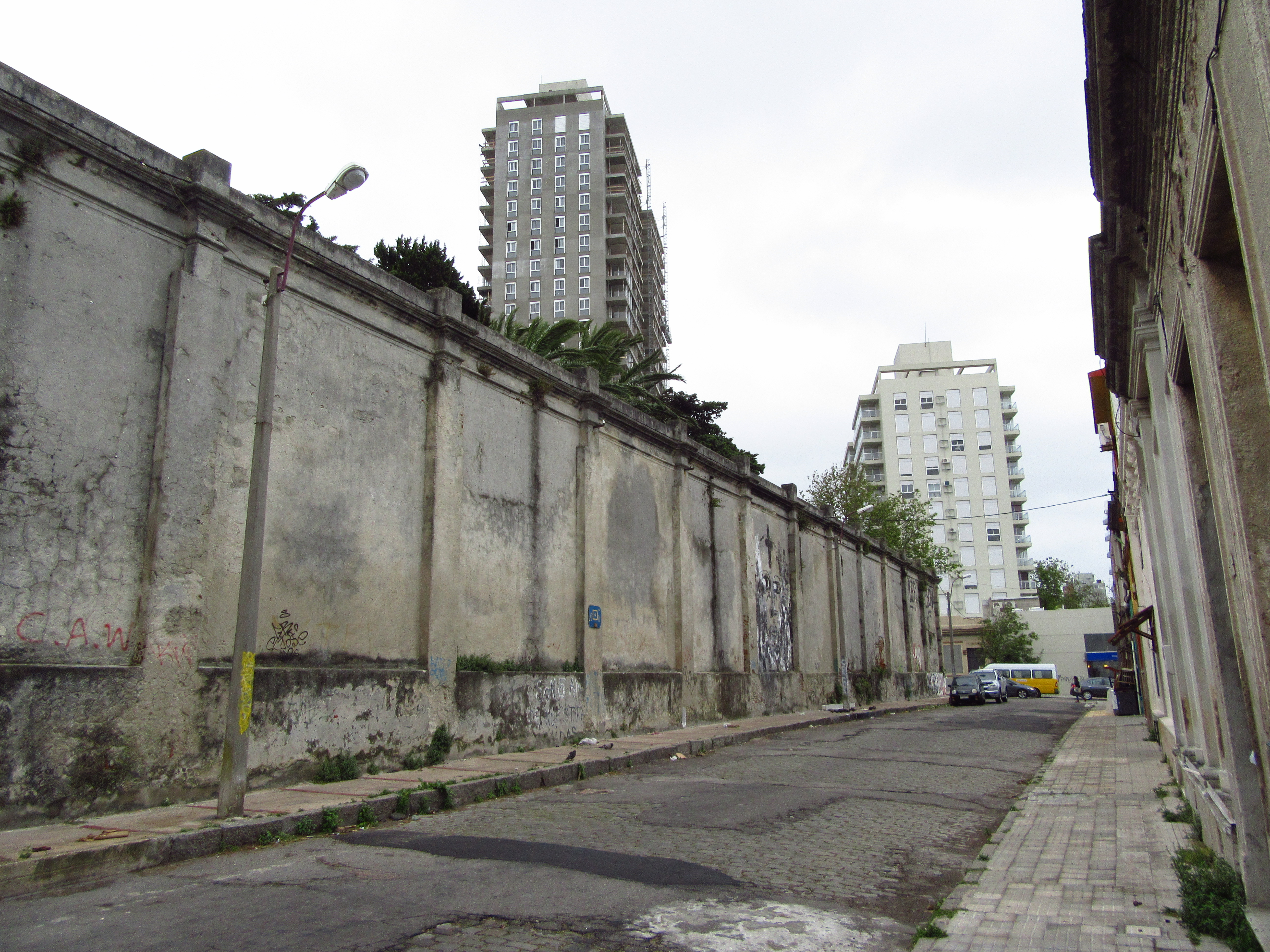
Muro esterno